# Drip Old Bridge
Die Drip Old Bridge ist eine Straßenbrücke nahe der schottischen Stadt Stirling in der gleichnamigen Council Area. 1971 wurde das Bauwerk als Einzeldenkmal in die schottischen Denkmallisten in der höchsten Denkmalkategorie A aufgenommen. Eine ehemalige zusätzliche Einstufung als Scheduled Monument wurde im Jahre 2010 aufgehoben.

## Geschichte
Historic Scotland datiert den Bau der Drip Old Bridge um das Jahr 1773. Eine andere Quelle nennt jedoch die Möglichkeit eines Baus zu einem früheren Zeitpunkt im Laufe desselben Jahrhunderts. An der Westseite wurde um 1820 ein Zollhaus hinzugefügt, das heute als Kategorie-C-Bauwerk denkmalgeschützt ist. Ehemals führte die Drip Old Bridge die A84 (Stirling–Lochearnhead) über den Forth. Mit einem direkt nördlich verlaufenden Brückenneubau wurde die Drip Old Bridge obsolet.

## Beschreibung
Der 63 Meter lange Bruchsteinviadukt befindet sich rund einen Kilometer nordwestlich der Stadt. Er überspannt den Forth nahe der Einmündung des Teith mit fünf ausgemauerten Segmentbögen. Die Brückenpfeiler bestehen aus behauenem Naturstein. Es treten spitze Eisbrecher heraus, die fortgeführt um den zentralen Bogen in halbhexagonale Austritte auslaufen.